# Paulo Portas

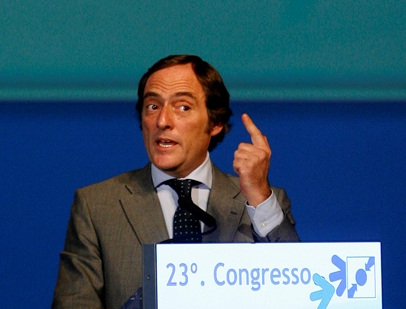
Paulo Portas (2009)

Paulo de Sacadura Cabral Portas, meist Paulo Portas (* 12. September 1962 in Lissabon, Portugal) ist ein portugiesischer Politiker. Von 1998 bis 2005 und 2007 bis 2016 war er Vorsitzender der rechtskonservativen Partei Centro Democrático e Social – Partido Popular. Er war zwischen 2002 und 2005 Verteidigungsminister und zwischen 2011 und 2013 Außenminister Portugals. Früher war er außerdem als Journalist tätig und begründete die inzwischen nicht mehr erscheinende Wochenzeitung O Independente mit.
Von der erfolgreichen Parlamentswahl 2011 bis November 2015 war seine Partei CDS-PP wieder an der portugiesischen Regierung unter Passos Coelho als kleiner Koalitionspartner beteiligt. Portas hatte seit der Kabinettsbildung im Juli 2013 bis November 2015 das Amt des stellvertretenden Premierministers inne.

## Leben

### Kindheit und Jugend
Paulo Portas wurde am 12. September 1962 in eine bürgerliche Familie in Lissabon geboren. Sein Vater Nuno Portas, ein bekannter Architekt, und seine Mutter Helena Sacadura Cabral, Journalistin und Schriftstellerin, trennten sich fünf Jahre später. Seitdem lebte Paulo Portas mit seiner Mutter zusammen, während sein Bruder Miguel Portas, bis zu seinem Tod 2012 Führungsmitglied des Bloco de Esquerda, bei seinem Vater aufwuchs. Beide sind Großneffen des bekannten Segelfliegers Artur de Sacadura Freire Cabral, der als Begleiter Gago Coutinhos mit dem gemeinsamen Südatlantik-Überflug 1922 bekannt wurde.

### Ausbildung
Seine Ausbildung absolvierte er komplett auf der nach Familientradition üblichen Jesuitenschule Colégio São João de Brito in Lissabon. Daraufhin studierte Portas Jura und Journalismus an der Katholischen Universität Lissabon. Bekanntheit erlangte er 1978 durch seinen Zeitungsartikel Três Traições, (dt. „Dreifacher Verrat“), in dem er die drei prominenten Politiker António dos Santos Ramalho Eanes, Diogo Freitas do Amaral und Mário Soares für ihre Politik der Dekolonisation nach der Nelkenrevolution 1974 kritisierte. Direkt nach der dem Sturz der portugiesischen Diktatur des Estado Novo entließ Portugal 1975 seine Kolonien Angola, Kap Verde, Guinea-Bissau, Mosambik und São Tomé und Príncipe in die Unabhängigkeit.

### Berufliche Laufbahn
Bevor er sich jedoch aktiv in der portugiesischen Politik beteiligte, war Portas maßgeblich als Journalist tätig. 1988 gründete er gemeinsam mit Miguel Esteves Cardoso die Wochenzeitung O Independente, die für die Aufdeckung verschiedener Skandale unter der Regierung Aníbal Cavaco Silva (1985–1995) bekannt wurde, aber auch für ihre Polemik kritisiert wurde.

### Politische Laufbahn

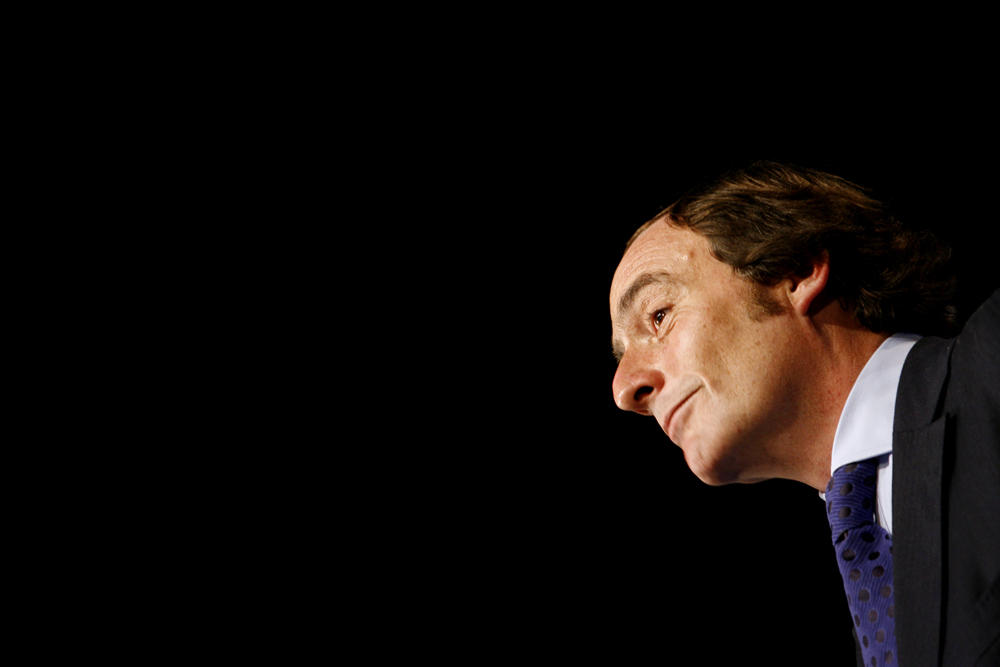
Paulo Portas (2009)

Im Alter von zwölf Jahren trat Paulo Portas der Jugendorganisation Juventude Social Democrata (JSD) der Partido Popular Democrático (heute Partido Social Democrata (Sozialdemokraten), allerdings konservativ-liberal) bei und wurde zu einem treuen Anhänger des Gründers und späteren Premierministers Francisco Sá Carneiro. Nach dessen Tod, 1980, war Portas jedoch enttäuscht über die Parteiführung und beschloss 1983 aus der sozialdemokratischen Partei auszutreten.
1995 wurde Paulo Portas als Vertreter der portugiesischen Volkspartei Centro Democrático e Social – Partido Popular (CDS-PP) für den Wahlbezirk Aveiro Mitglied des portugiesischen Parlaments, wofür er seine Tätigkeiten als Redakteur des O Independente aufgab. Drei Jahre später wurde er nach einer Kampfabstimmung gegen Manuel Monteiro zum Vorsitzenden seiner Partei gewählt. 1999 war er kurzzeitig Mitglied des Europäischen Parlaments. Nachdem in der Wahl zum portugiesischen Parlament 2002 die bisher oppositionellen Sozialdemokraten zwar stärkste Kraft wurden, jedoch keine absolute Mehrheit erlangten, ging Portas' Partei mit den Sozialdemokraten eine Koalition ein. Als Vorsitzender seiner Partei übernahm er das Amt des Verteidigungsministers und war gleichzeitig Vizepremierminister unter der Regierung Barroso. Auch nachdem der bisherigen Premierminister José Manuel Barroso EU-Kommissionschef geworden war und Pedro Santana Lopes das Amt übernommen hatte, blieb Portas Verteidigungsminister.
In seiner Amtszeit als Verteidigungsminister verhinderte Portas mithilfe von Kriegsschiffen die Einfahrt der niederländischen Abtreibungshilfe-Organisation Women on Waves in portugiesische Gewässer. Die Hilfsorganisation hatte geplant portugiesische Frauen in internationale Gewässer zu bringen, um ihnen dort die Abtreibung zu ermöglichen. Zu der Zeit war der Schwangerschaftsabbruch in Portugal nur in Ausnahmefällen erlaubt. Während sein Bruder Miguel Portas, Mitglied der Europäischen Linken, die Entscheidung kritisierte, erhielt Paulo Portas durch die Katholische Kirche und Gegner des Schwangerschaftsabbruchs viel Zuspruch.

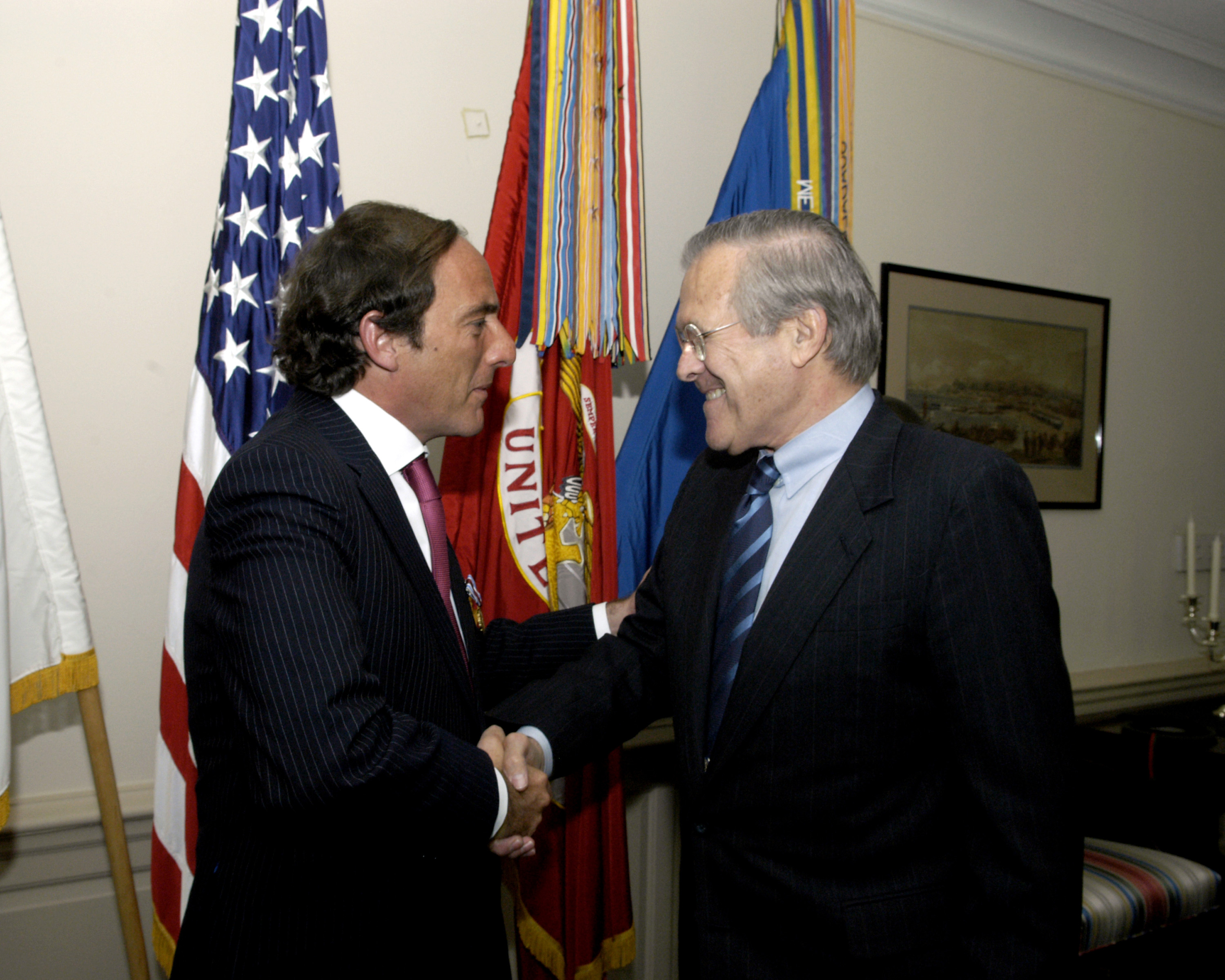
Paulo Portas mit dem damaligen US-Verteidigungsminister Donald Rumsfeld (2005)

Den Angriff der USA im Frühjahr 2003 auf den Irak im Dritten Golfkrieg unterstützte Portugal in der Amtszeit von Portas durch die Entsendung von portugiesischen Soldaten.
Nachdem Staatspräsident Jorge Sampaio 2005 das Parlament unter der Regierung Pedro Santana Lopes aufgelöst hatte, wurden Neuwahlen erforderlich. Bei dem Votum am 10. Februar 2005 erlitt das CDS-PP unter Paulo Portas erhebliche Verluste und nur zwei der bisherigen 14 Sitze im Parlamente, sodass er aufgrund der nicht erreichten Wahlziele (Wahlergebnis von zehn Prozent, Verbleib als drittstärkste politische Kraft und Vermeidung einer absoluten Mehrheit der Sozialisten) noch in der Wahlnacht von seinen Ämtern zurücktrat. Er war weiterhin als Oppositionspolitiker im portugiesischen Parlament aktiv.
Während seiner Zeit als Oppositionspolitiker moderierte er die Polit-Talkshow des privaten Kanals SIC O Estado da Arte. Im April 2007 erlangte Paulo Portas – wieder in einer Kampfabstimmung – mit 75 Prozent den Parteivorsitz des CDS-PP gegen den Amtsinhaber José Ribeiro e Castro.
Bei der Parlamentswahl im Juni 2011 konnte das bürgerliche Lager deutliche Zugewinne verzeichnen, sodass die siegreiche Partido Social Democrata unter Pedro Passos Coelho eine Koalition mit der kleineren CDS-PP einging, Portas war dabei an den Koalitionsverhandlungen maßgeblich beteiligt. Am 21. Juni 2011 ernannte ihn Staatspräsident Cavaco Silva zum Minister für auswärtige Angelegenheiten im Kabinett Passos Coelho, das er bis zum 24. Juli 2013 innehatte. Seit dem 24. Juli 2013 war er Vizepremierminister im Kabinett Passos Coelho.  Am 24. November 2015 wurde António Costa, Generalsekretär der Sozialistischen Partei von Staatspräsident Cavaco Silva mit der Regierungsbildung beauftragt. Damit endete die Regierung der Koalition unter dem Premierminister Passos Coelho.